# Figuration Libre
Figuration Libre (vrije figuratie) is een kunststroming uit Frankrijk uit de jaren 80 van de 20e eeuw. De stroming valt binnen het neo-expressionisme en kwam gelijktijdig op met de Nieuwe Wilden en de Transavanguardia Italiana. Het was een reactie op de rationaliteit van de conceptuele kunst.

## Naam
De benaming werd geïntroduceerd door de Fluxus-kunstenaar Ben Vautier in een artikel in het kunsttijdschrift Flash Art.

## Kunstenaars
De schildersgroep werd in 1981 gevormd door Robert Combas, Rémi Blanchard, François Boisrond en Hervé Di Rosa. Daarnaast deden ook Richard Di Rosa, Louis Jammes en Tseng Kwong mee.

## Stijlkenmerken
De stijl kenmerkt zich door een spontane verhalende beeldende taal, waarin beeldelementen uit de klassieke kunst gecombineerd worden met 'triviale' elementen uit de hedendaagse cultuur en subcultuur, zoals reclame, stripverhalen, graffiti, sciencefiction, kindertekeningen, Art brut en pop art. Ook invloeden vanuit primitivisme zoals kunst uit Afrika en Oceanië zijn herkenbaar.
Deze nieuwe generatie van schilders werd gedreven door een vitaliteit en nonchalance die contrasteerde met de ernst van de minimal art en de conceptuele kunst en arte povera uit de jaren 1970. In tegenstelling tot de Transavanguardia Italiana en Duitse neo-expressionisten namen deze schilders echter niet hun toevlucht tot nostalgie. Op onschuldige wijze en zonder schaamte spelen zij met verschillende symbolen en invloeden en nemen zo op ironiserende wijze het traditionele verschil tussen hoge en dagelijkse cultuur op de korrel. De kunstenaars tonen minder de invloed van de graffiti dan de Amerikanen. Hun werk verwijst meer naar de populaire cultuur: monsters en robots bij Di Rosa, art brut en Arabische en Afrikaanse symboliek bij Combas, verhalen vertellen en circus bij Blanchard, reclame en industriële objecten voor Boisrond.
Hun werk vertoont soms ook verwantschap met het Amerikaanse Pattern Painting uit de jaren 60 en 70. De werkwijze is ook vergelijkbaar met New Image Painting, Bad Painting of Wild Style (oa. Julian Schnabel) in de Verenigde Staten.

## Tentoonstellingen en museum
Deze kunstenaars exposeerden hun werk tussen 1982 en 1985 gezamenlijk met hun Amerikaanse collega's Keith Haring, Jean-Michel Basquiat en Kenny Scharf in New York, Londen, Pittsburgh en Parijs.
In 1985 namen de kunstaars van de Figuration libre deel aan de Biënnale van Parijs.
In 2000 richtte Herve Di Rosa het Musée International des Arts Modestes (MIAM) op in Sète.